# Irène Paléologue (impératrice de Trébizonde)
Ne doit pas être confondu avec Irène de Trébizonde ou Irène Paléologue.
Irène Paléologue (1315 - après 1341) est impératrice de Trébizonde du 6 avril 1340 au 17 juillet 1341. Fille illégitime de l'empereur Andronic III Paléologue, elle épouse l'empereur Basile Ier de Trébizonde en 1335.

## La question du mariage
Peu après le mariage, Basile prend une maîtresse du nom d'Irène et divorce en 1339 avec l'aval des autorités religieuses locales. La cause d'Irène Paléologue est défendue par le patriarche de Constantinople Jean XIV et elle a vraisemblablement gardé une position assez influente à Trébizonde. Le 6 avril 1340, elle empoisonne probablement Basile et prend le trône pour elle-même. Sa position est néanmoins fragile, du fait des moyens utilisés pour prendre le pouvoir mais aussi de ses propres origines (elle n'est pas membre de la dynastie des Comnènes). Pour renforcer sa position, elle envoie la deuxième femme de Basile ainsi que ses fils à Constantinople, sous la surveillance de son père Andronic III.
En dépit de ces décisions rapides, Irène fait face à un gouvernement qui lui est opposé. Elle requiert alors l'aide de son père pour lui envoyer un mari de la noblesse byzantine qui pourrait diriger l'empire et l'aider à combattre ses ennemis. Cependant, Andronic III meurt le 15 juin 1341 avant d'avoir pu répondre à la requête de sa fille. Néanmoins, cela n'a que peu d'importance, car très vite Irène s'éprend de son grand domestique, divisant de ce fait la cour sur la question de cet amour inconvenant.

## Guerre civile
La première partie de la guerre civile a lieu rapidement à la suite de sa succession. Trois partis opposés se forment : le premier regroupe les partisans d'Irène, la famille Amytzantarants et les mercenaires byzantins fournis par son frère ; le second est composé de la noblesse opposée à la nouvelle impératrice, sous le commandement du seigneur de Tzanich, le capitaine-général des Scholarioi et une partie de la garde impériale restée fidèle à l'ancien empereur ; le troisième parti est dirigé par le Grand Duc Jean, eunuque de Limnia. Les nobles rebelles placent leur quartier-général dans le monastère de Saint-Eugène dans la capitale, mais le Grand Duc de Limnia décide de rejoindre le parti d'Irène et la soutient dans ses négociations avec les rebelles. Ils bombardent le monastère, le détruisant presque complètement, et vainquent les rebelles au début du mois de juillet 1340.
Au même moment, les affaires de l'empire s'aggravent avec l'attaque des Turcomans qui avancent en direction de Trébizonde. Une première attaque est repoussée mais la seconde ne peut être stoppée par l'armée démoralisée d'Irène. Les Turcomans incendient une grande partie de Trébizonde sans pour autant être capables de la prendre. La catastrophe est exacerbée par le déclenchement d'une épidémie dont Panaretus impute la cause à la puanteur dégoûtante des cadavres pourrissants d'hommes et de chevaux.

## Chute
Les nobles ayant survécu à la destruction du monastère voient dans l'incompétence des dirigeants une cause possible de catastrophes. Cela les décide à trouver un prétendant légitime au trône en la personne de la fille d'Alexis II, Anne. Ils réussissent à la convaincre d'abandonner ses vœux monastiques et l'acclament en tant qu'impératrice à Lazica. Quand Irène a vent de cette révolte, elle exécute tous les prisonniers faits à la suite du massacre du monastère de Saint-Eugène, mais cela n'est d'aucune utilité. L'impopularité de l'impératrice est en effet si forte que lorsqu'Anne arrive devant les remparts de la ville, Irène est déposée le 17 juillet 1341. Elle part plus tard vers Constantinople et la suite de sa vie est inconnue.